# Конституция Корсики
Первая Конституция Корсики была составлена в 1755 году в период недолгой независимости Корсиканской республики от Генуи и оставалась в силе до аннексии Корсики Францией в 1769 году. Она была написана на итальянском языке — языке культуры и народа Корсики как минимум до конца XIX века.
Составленная комиссией во главе с президентом Паскалем Паоли под влиянием радикальных взглядов Жан-Жака Руссо, Конституция Корсики была одной из первых кодифицированных национальных конституций независимой республики в современную эпоху. С ней были знакомы некоторые из основателей США, которые могли читать на итальянском. Хотя Конституция Корсики относительно мало известна по сравнению с Конституцией США, вступившей в силу в 1789 году, и польской Конституцией 3 мая 1791 года, хронологически она предшествует им. Таким образом, корсиканская конституция, наряду с шведскими документами 1720 года времён Эры свободы (эпоха шведского парламентаризма XVIII века), является предтечей современной демократии, основанной на принципах Просвещения.
Вторая Конституция Корсики была составлена в 1794 году для Англо-Корсиканского королевства, которое просуществовало всего два года. Она предоставляла избирательное право для владельцев недвижимости. Она также считалась достаточно демократичной конституцией для своего времени.